# Bitva u Světlé
Bitva u Světlé neboli také bitva u Zwettlu se odehrála 14. nebo 25. března 1427 poblíž rakouského města Zwettl, pravděpodobně v místě, jež se dnes nazývá Na Vinici. Husité pod velením kněze Prokopa Holého zde rozdrtili vojsko rakouského vévody Albrechta Habsburského, do jehož čela byl jmenován zkušený válečník Reinprecht z Walsee. Bitva byla jediným vojenským pokusem domácí šlechty postavit se první velké husitské rejse, pro české oddíly se stala prvním zahraničním vítězstvím v rámci husitských válek.

## Předehra
V roce 1426 rozdrtili příslušníci většiny husitských svazů vojenskou výpravu z území římskoněmecké říše v bitvě u Ústí nad Labem. Uzavření ve vozové hradbě na vrcholu kopce Na Běhání, utrpěli po prvním útoku protivníka ztrátu několika vozů a němečtí vojáci se dostali za první vozový řad, nicméně za použití značného množství střelných zbraní soupeře z tohoto ohroženého úseku vytlačili a posléze po zdařilém protiútoku zcela rozprášili. Po dosažení vítězství a dobytí Ústí nad Labem se vojáci táborské a sirotčí polní obce obrátili k Poděbradům, kde oblehli někdejšího Žižkova spojence Hynka Bočka z Kunštátu, jenž uzavřel spojenectví s některými katolickými pány. Jejich snaha však narazila na odhodlanou obranu a akce se protáhla až do podzimních měsíců. Právě v tu dobu na jižní Moravu vpadlo vojsko shromážděné zetěm krále Zikmunda Lucemburského rakouským vévodou Albrechtem, jenž se svou vojenskou mocí oblehl Břeclav. Prokop Holý, kterého patrně obě husitské obce uznaly za formálního vůdce, záhy upustil od akcí ve středních Čechách a rychlým pochodem vyrazil na Moravu. V druhé polovině listopadu pak vítězně udeřil na Albrechtovy síly u Břeclavi a dodal posádce vyčerpané tříměsíčním obležením zásoby potravin, pití i střeliva. Po své porážce se rakouský vévoda neodhodlal dál stavět husitům na odpor a své síly stáhl zpět na domovské území. V období kolem Nového roku však v jeho stopách vyrazil oddíl českého šlechtice Jindřicha ze Stráže, který se pokusil dobýt město Světlá. Když narazil na tuhý odpor a zjistil, že v krátké době nedosáhne úspěchu, vyloupil alespoň nedaleko stojící stejnojmenný klášter. Zhruba tři měsíce po těchto událostech se před městem objevilo značně silnější táborsko-sirotčí vojsko, v jehož čele byl i nadále kněz Prokop Holý. Husité zahájili obléhání 23. března, avšak již o dva dny později byli nuceni se bránit útoku rakouských a českých šlechticů, kteří se shromáždili pod korouhvemi vévody Albrechta.

## Bitva
O bitvě, která se odehrála nedaleko hradeb Světlé, informuje poměrně lakonicky několik písemných pramenů jak z české, tak zahraniční provenience. K obsahově významným v první řadě patři latinsky psané anonymní dílo, jež historičtí badatelé pojmenovali Kronika starého kolegiáta pražského. Z autorova kratičkého záznamu se kromě skutečnosti, že rakouským sborům velel Reinprecht z Walsee, lze dozvědět, že proti husitům stanuly i oddíly českobudějovického hejtmana Lipolta Krajíře z Krajku, páni z Majsova, Lichtenštejna, Puchheima a Neiperku. Stejně kuse o události informuje i katolický prelát Ondřej Řezenský, nicméně díky jeho záznamu v díle Sämtliche Werke lze předpokládat, že střetnutí mělo podobný průběh jako bitva u Ústí nad Labem. Zdá se, že první nájezd feudální jízdy dosáhl určitého úspěchu, avšak protiútok husitů do jejích řad vnesl paniku, jež měla v závěru čtyřhodinového boje za následek masakr, kterému padlo za oběť několik tisíc vojáků. Další, pouze informativní sdělení, konstatující, že léta Páně 1427 v postu byla veliká bitva u města Světlé v Rakousích, ve které táboři a sirotci pobili mnoho Němců a město vypálili, obsahuje soubor drobných kronik, které do jediného díla pod názvem Staré letopisy české jako první soustředil historik František Palacký.
Kromě nejasností, které souvisí s průběhem bitvy, zůstává otazník také nad datem, kdy se odehrála. Část moderních historiků (František Šmahel) se přiklání k F. M. Bartošovi, jenž toto datum stanovil na 25. března, avšak řada starších i novodobých členů historické obce (Otakar Frankenberger, Josef Macek, František Palacký) se přiklání k datu 14. března.

## Bilance
Staré letopisy české naznačují, že po ústupu rakouského vojska husité město Světlou dobyli a zapálili. Posléze se obrátili k moravským hranicím a zpět do Čech. Vítězství se pro ně stalo významným nejen svým výsledkem, ale i tím, že otevřelo novou kapitolu husitského válečnictví, neboť dosáhli prvního výrazného úspěchu na zahraničním území a zasadili tvrdou ránu jednomu z jejich nejnebezpečnějších protivníků. Pokud jde o výčet ztrát na jejich straně, soudobí kronikáři žádná čísla nezaznamenali, naproti tomu pokud jde o ztráty na straně protivníka, dochovaly se hned dva údaje. Autor Kroniky starého kolegiáta pražského uvádí 9000 mrtvých, Ondřej Řezenský rozhořčeně konstatuje, že v bitvě u Světlé ti zlořečení čeští kacíři pobili na 4000 křesťanů.

#### Prameny
- ŘEZENSKÝ, Ondřej. Sämtliche Werke. München: Georg Leidinger, 1903. 753 s. (latinsky) [Quellen und Erörterungen zur bayerischen und deutschen Geschichte N.F. 1.
- Prameny dějin českých. Příprava vydání Josef Emler. Svazek VII. Praha: V komisi Dr. Grégr a Ferd. Dattel 258 s. (latinsky) [Kronika starého kolegiáta pražského].
- Ze starých letopisů českých. Praha: Svoboda, 1980. 580 s.

#### Sekundární literatura
- BARTOŠ, František Michálek. Husitská revoluce 2. díl – Vláda bratrstev a její pád 1426-1437. Praha: Academia, 1966. 263 s.
- ČORNEJ, Petr. Velké dějiny zemí Koruny české V. 1402-1437. Praha: Paseka, 2000. 790 s. ISBN 80-7185-296-1.
- MACEK, Josef. Prokop Veliký. Praha: Naše vojsko, 1953. 211 s.
- PALACKÝ, František. Dějiny národu Českého v Čechách a na Moravě – Kniha XII. Praha: F. Tempský, 1877. 402 s.
- ŠMAHEL, František. Husitská revoluce. 3. Kronika válečných let. Praha: Karolinum, 1996. 420 s. ISBN 80-7184-075-0.